# Göran Eriksson (Ulfsparre)
Göran Eriksson (Ulfsparre), född 1544 på Broxvik, död 18 juli 1612, var en svenskt riksråd, lagman och häradshövding.

## Biografi
Göran Eriksson var son till riksrådet Erik Månsson Ulfsparre och bror till riksrådet Johan Eriksson Ulfsparre. Hans sonson var Göran Eriksson Ulfsparre (1617–1656).
Han var i slottsloven på Vadstena slott 1569, på Kalmar slott 1571 och på Revals slott 1576. Han var hövitsman och ståthållare på Gullbergs och Älvsborgs fästningar i perioder från 1573 till 1596 och var ståthållare i Västergötland 1592. Han var häradshövding i Marks härad 1594 (1599). Han var riksråd från 1600 och satt samma år domstolen i samband med Linköpings blodbad och var medlem av den tillförordnade regeringen 1605. Han var lagman i Ölands lagsaga 1580 och 1592 i Värmlands lagsaga 1584. Han var lagman i Västergötlands och Dals lagsaga från 1603 till 1605 och i nedre lagsagan 1606–1612. Han var ledamot i Göta hovrätt 1599.
Som diplomat verkade han vid gränsmötena i Flakebäck 1591 och 1603 och Kungsbacka 1600 och som legat till Danmark 1599.
Han är begravd i Kärda kyrka.

### Familj
Ulfsparre gifte sig på 1570-talet med Marina Ribbing. Hon var dotter till lagmannen Nils Knutsson Ribbing och Anna Olofsdotter Stenbock. De fick tillsammans barnen ståthållare Erik Ulfsparre (1577–1631), Anna Ulfsparre som var gift med vice presidenten Iska Henriksson Silfverhielm, hovstallmästaren Knut Ulfsparre (död 1642), Kerstin Ulfsparre som var gift med krigskommissarien Erik Månsson Stierna, ståthållaren Peder Ulfsparre (död 1648), Johan Ulfsparre, Elsa Ulfsparre som var gift med Per Nilsson Kafle och Marin Ulfsparre (död 1663).